# بخش فلورنتینو آمگینو
بخش فلورنتینو آمگینو (به اسپانیایی: Departamento Florentino Ameghino) یک منطقهٔ مسکونی در آرژانتین است که در استان چوبوت واقع شده‌است. بخش فلورنتینو آمگینو ۱۶٬۰۸۸ کیلومتر مربع مساحت و ۱٬۴۸۴ نفر جمعیت دارد.